# Iridictyon trebbaui
Iridictyon trebbaui – gatunek ważki z rodziny świteziankowatych (Calopterygidae). Występuje w północnej części Ameryki Południowej; stwierdzony w Wenezueli i Gujanie.